# Kent Conrad
Pour les articles homonymes, voir Conrad.
Gaylord Kent Conrad, né le 12 mars 1948 à Bismarck, est un homme politique américain, notamment sénateur démocrate du Dakota du Nord au Sénat des États-Unis de 1987 à 2013 à l'un puis l'autre des deux sièges de sénateurs de l'État.

## Biographie
Orphelin élevé par ses grands-parents, il est diplômé d'un MBA de l'université George-Washington.
Assistant de Byron Dorgan, commissaire fiscal de l'État, il lui succède au poste en 1980. 
En 1986, il est élu sénateur du Dakota du Nord au Congrès fédéral en battant le sénateur républicain sortant Mark Andrews (en). Il promet de ne pas se représenter si le déficit fédéral n'avait pas baissé à la fin de son mandat.
En 1992, le déficit n'ayant pas baissé, Conrad ne se représente pas et c'est Byron Dorgan qui lui succède comme sénateur démocrate de la circonscription.
Cependant, le 8 septembre 1992, l'autre sénateur démocrate de l'État, Quentin N. Burdick meurt subitement. Sa veuve, Jocelyn Burdick, est nommée pour occuper ce siège temporairement en attendant une élection spéciale. Conrad est sollicité pour terminer le mandat du défunt sénateur, gagne l'élection et prête serment le 5 décembre 1992.
En 1994, Kent Conrad est réélu pour un mandat complet et réélu encore en 2000.
Le 31 janvier 2006, il est l'un des quatre sénateurs démocrates à voter pour la nomination de Samuel Alito à la Cour suprême des États-Unis.
En novembre 2006, il est réélu sénateur avec 69 % des voix contre 30 % au républicain Dwight Grotberg.